# Голландские планы аннексии германских территорий после Второй мировой войны
 Голландские планы аннексии германских территорий после Второй мировой войны предполагали аннексию Нидерландами некоторых территории Германии после окончания Второй мировой войны, для компенсации понесенного военного ущерба. 
В октябре 1945 года голландское государство запросило у Германии компенсацию в размере 25 миллиардов гульденов, но в феврале того же года Ялтинская конференция уже определила, что репарации будут предоставляться только в натуральной форме.
Хотя Нидерланды ставили перед собой высокие цели, союзники решили отказаться почти от всех планов. Восточногерманские регионы уже переживали тяжёлые времена, и стабильное немецкое государство считалось очень важным. Лишь немногие изменения границ были утверждены, в результате чего около 70 км² территории Германии отошли к Нидерландам и почти 10 000 немецких граждан стали проживать на них.
На сегодня за Нидерландами осталось только 3 км² присоединенных территорий.

## План Баккера-Шута
Лучшее предложение об аннексии поступило от Фрица Баккера-Шута, директора Управления национального планирования. Он был секретарем голландского комитета по расширению территорий, а также членом Государственной комиссии по изучению вопроса аннексии и исследовательской группы по расширению территорий. В своем плане расширения территории Баккер-Шут предлагал аннексировать большую часть северо-западной Германии. Вся земля к западу от линии Вильгельмсхафен — Оснабрюк — Хамм — Везель должна быть присоединена к Нидерландам, а также земли к востоку от Лимбурга, причем граница образуется по течению Рейна вплоть до Кельна, а затем поворачивает в сторону Ахена на Запад. В этом варианте плана Баккера-Шута были присоединены крупные города Ахен, Кёльн, Мюнстер, Ольденбург и Оснабрюк. Баккер-Шут также говорил о границе с Везером и закончил свое письмо лозунгом «Голландская граница доходит до Везера» . В рамках меньшего плана, плана Б, западнорейнские города Кёльн, Менхенгладбах и Нойс не были аннексированы. В третьем варианте, Плане C, предлагаемый план аннексии был намного меньшим. В него входила территория к западу от Вареля, весь Эмсланд, местность вокруг Везеля до Клефа.

## Плановый комитет
Голландский комитет территориального расширения поставил перед собой цель завоевать симпатии голландского населения к территориальному расширению посредством пропагандистских публикаций и публичных выступлений. Например, рекламировалась так называемая граница Везера (рекламный слоган: Nederlands grens kome aan de Wezer ). В послевоенный период таких брошюр было множество.